# Adolf
Adolf is een Germaanse en dus ook een Nederlandse jongensnaam. De naam is afgeleid van "adel", dat weer is afgeleid van de woorden edel en wolf. Volgens een andere verklaring zou de naam zijn afgeleid van het Griekse adelphos, dat "broer" betekent. In onder meer Zuid-Europese en Latijns-Amerikaanse landen wordt Adolfo gebruikt.
Sinds de Tweede Wereldoorlog is de naam Adolf zeer impopulair, omdat Adolf Hitler zo heette. De in Duitsland gangbare verkleinversie is Adi, en soms ook Dolf. Wanneer een Nederlander Dolf heet is dit meestal afgeleid van Rudolf. In Nederland begon de terugval van de naam Adolf pas echt vanaf de jaren 60.

## Bekende naamdragers

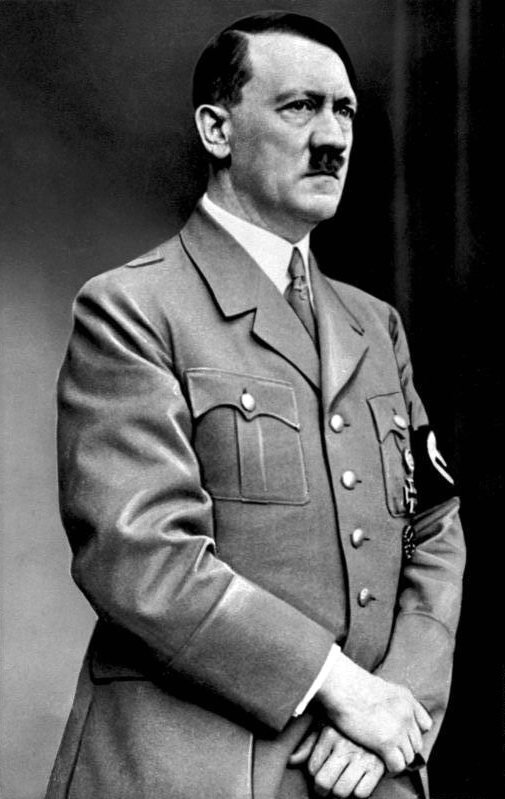
De bekendste Adolf in de geschiedenis: Adolf Hitler.

### Duitsland
- Adolf Hitler, Duitse politicus en dictator, Führer van het Duitse Derde Rijk
- Adolf Hurwitz, Duits wiskundige
- Adolf Eichmann, Duitse SS'er, een van de hoofdverantwoordelijken voor de Holocaust
- Adolf Eugen Fick, Duitse fysioloog
- Adolf Galland, Duitse Luftwaffepiloot tijdens de Tweede Wereldoorlog
- Adolf Merckle, Duits ondernemer
- Adolf Bertram, Duits aartsbisschop van Breslau en kardinaal van de Rooms-Katholieke Kerk.
- Adolf Butenandt,  Duits scheikundige die de Nobelprijs voor de Scheikunde in 1939
- Adolf Dassler, oprichter van Adidas

### Anders
- Adolf van Nassau, broer van Willem van Oranje
- Adolf, Friese koning uit de vroege Middeleeuwen
- Verscheidene koningen van Zweden:
  - Gustaaf II Adolf
  - Adolf Frederik
  - Gustaaf IV Adolf
  - Gustaaf VI Adolf
- Adolf Daens, Belgisch geestelijke en politicus
- Adolf Christian, Oostenrijkse profwielrenner
- Adolf Uunona, Namibiaans politicus

### Fictieve naamdragers
- Bas uit de Nederlandse komedieserie Toen was geluk heel gewoon heette eerst Adolf, omdat hij geboren is op 1 september 1939 (de dag dat Hitler Polen binnenviel). Later heeft hij dit zelf veranderd in Bas.